# Orden del Espíritu Santo
La Orden del Espíritu Santo u Orden de los Caballeros del Espíritu Santo fue instituida el 31 de diciembre de 1578 por Enrique III, rey de Francia, y abolida por Luis Felipe I en 1830. 
Le otorgó el nombre del Espíritu Santo por haber nacido el día de la Pascua del Espíritu Santo o de Pentecostés, y por celebrarse en la misma fecha los aniversarios de su elección a la corona de Polonia y sucesión a la de Francia. Habiendo entrado a gobernar en tiempo de luchas intestinas (las guerras de religión), eligió cien caballeros para luchar contra las tropas protestantes y ensalzar la religión católica. Estrechamente vinculada a los monarcas y vigilada por ellos, la orden fue a lo largo de sus dos siglos y medio de existencia la primera orden de caballería de Francia por su importancia y prestigio, y una de las más brillantes de Europa.

## Historia

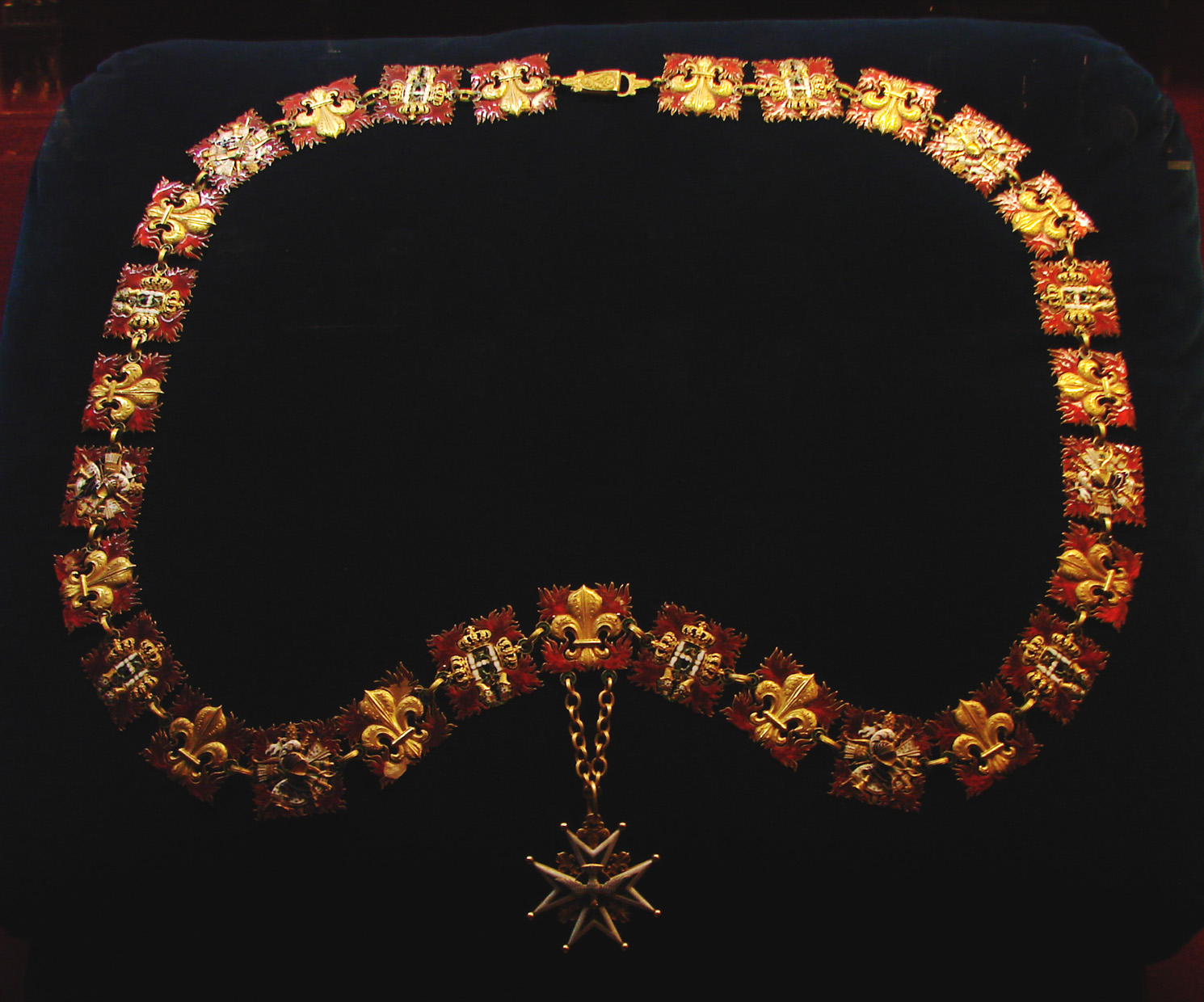
Collar de oficial de la orden.

El rey reservó para sí la dignidad de gran maestre de la orden. La divisa consistía en un collar compuesto de flores de lis de las que salían llamas y borbollones, y tenía de trecho en trecho la letra H, inicial del nombre del fundador (Henri), coronada de yelmos y banderas. Del collar iba pendiente una cruz de oro esmaltada con ocho radios y en los ángulos flores de lis, llevando en el centro una paloma de plata. Componíase esta orden de tres clases de individuos: grandes oficiales comendadores, oficiales y caballeros.
En 1760, el rey Luis XV de Francia hizo entrega de esta orden y de la de San Miguel a Carlos III de España, quien a su vez le entregó el Toisón de Oro, según un convenio de familia firmado entre ambos en Aranjuez.  La orden se suprimió con la Revolución francesa, en 1789, pero después fue confirmada por Luis XVIII y Carlos X. Fue definitivamente abolida por Luis Felipe I en 1830, pero siguió siendo llevada y concedida por diversos pretendientes al trono de Francia.